# Albert Bougouin
Albert Bougouin (Parigi, 13 maggio 1886 – 1960) è stato un nuotatore francese.

## Carriera
Prese parte alle gare di nuoto dei Olimpiadi estive di Atene del 1906; gareggiò nei 100m stile libero, arrivando quinto al primo turno (fu il primo degli esclusi) e nel miglio stile libero, partecipando alla finale, senza vincere alcuna medaglia.